# Dascyllus marginatus
Dascyllus marginatus är en fiskart som först beskrevs av Eduard Rüppell 1829.  Dascyllus marginatus ingår i släktet Dascyllus och familjen Pomacentridae. Inga underarter finns listade i Catalogue of Life.